# Ryue Nishizawa
Ryue Nishizawa és un arquitecte japonès. Nascut a Tòquio el 1966.
Es va graduar en Arquitectura a la Universitat Nacional de Yokohama
Després d'estudiar entrà a treballar al despatx de Kazuyo Sejima, "Kazuyo Sejima & Associates", la qual quedà molt sorpresa per la manera de pensar de Nishizawa. Posteriorment Sejima li demanà per convertir-se en socis i fundaren el 1995 l'estudi SANAA, Sejima + Nishizawa, que actualment ja té al voltant de 30 empleats. La relació de treball desembocà posteriorment en una relació emocional.
Nishizawa tot i que treballa amb la seva parella al despatx, continua fent també obres individualment (igual que la mateixa Sejima) al despatx "Oficina Ryue Nishizawa". Ambdós aboguen per crear una arquitectura funcional i acollidora.
L'any 2000 va ser fitxat com a professor visitant per l'escola de Disseny de Harward, EUA, durant un any, ja que posteriorment entrà a formar part com a professor adjunt de la Universitat Nacional de Yokohama, a l'àrea d'Arquitectura i Disseny.

## Obres
- Casa de cap de setmana, Usui-gun, 1997-1998, (Japó).
- Casa en Kamakura, Kamakura, 1999-2001, (Japó).
- Projecte d'Apartaments Ichikawa, 2001, (Xiba, Japó).
- Projecte Apartaments Eda, 2002, (Yokohama, Japó).
- Projecte Casa Moriyama, 2002, (Tòquio, Japó).
- Projecte Paballó de Vídeo, 2002, (Naoshima, Japó).
- Projecte Museu Tomihiro, 2002, (Gunma, Japó).
- Apartaments a Funabashi, 2002-2004, (Funabashi, Japó).
- Projecte de cas a la Xina, 2003, (Tianjin, Xina).